# أرنولد إم. أورباخ
أرنولد إم. أورباخ (بالإنجليزية: Arnold M. Auerbach)‏ هو كاتب سيناريو أمريكي، ولد في 23 مايو 1912، وتوفي في 19 أكتوبر 1998.

## وصلات خارجية
- أرنولد إم. أورباخ على موقع IMDb (الإنجليزية)
- أرنولد إم. أورباخ على موقع أول موفي (الإنجليزية)
- أرنولد إم. أورباخ على موقع قاعدة بيانات برودواي على الإنترنت (الإنجليزية)
- أرنولد إم. أورباخ على موقع قاعدة بيانات برودواي على الإنترنت (الإنجليزية)
- أرنولد إم. أورباخ على موقع قاعدة بيانات الفيلم (الإنجليزية)
- أرنولد إم. أورباخ على موقع كينوبويسك (الروسية)